# Herz-Jesu-Kirche (Obspringen)

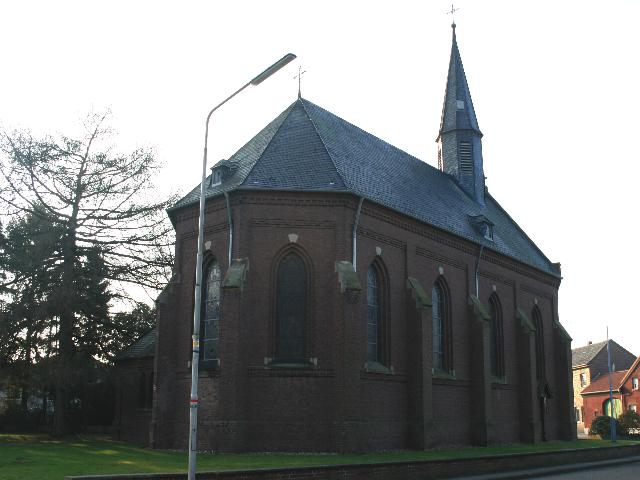
Herz-Jesu-Kirche in Obspringen

Die Herz-Jesu-Kirche ist eine römisch-katholische Pfarrkirche in Obspringen, einem Ortsteil von Waldfeucht im Kreis Heinsberg in Nordrhein-Westfalen. 
Die Kirche ist unter Nummer 27 in die Liste der Baudenkmäler in Waldfeucht eingetragen, steht unter dem Patronat des Heiligsten Herzens Jesu und wurde zwischen 1894 und 1897 nach Plänen von Heinrich Gottfried Daniels errichtet.

## Geschichte
Obspringen gehörte lange zur Pfarre Waldfeucht und besaß kein eigenes Gotteshaus. Als Obspringen Mitte des 19. Jahrhunderts eine Schule erhielt, wünschten sich die Bewohner auch eine eigene Kirche. Nachdem die Bewohner das Kölner Generalvikariat um Erlaubnis zum Bau einer eigenen Kirche fragten, erteilte das Generalvikariat schließlich 1893 die Genehmigung. Zur Finanzierung wurde 1894 der St.-Josefsverein gegründet, der fortan Spenden sammelte. Schon am 24. Juni 1894 konnte der Grundstein für die neue Kirche gelegt werden. Die Planung lag in Händen des Aachener Architekten Heinrich Gottfried Daniels. Im August 1897 war die Kirche fertiggestellt. 1898 übertrug das Baukomitee die Kirche der Pfarre Waldfeucht. 1911 erhielt Obspringen einen eigenen Seelsorger und 1912 eine eigene Vermögensverwaltung. Seit 1918 darf in der Herz-Jesu-Kirche das Sakrament der Ehe gespendet werden. Seit dem 1. Mai 1960 ist Obspringen Pfarrvikarie.

## Baubeschreibung
Herz Jesu ist eine einschiffige und dreijochige Saalkirche aus Backsteinen mit fünfseitig geschlossenem Chor und Dachreiter im Stil der Neugotik.  

## Ausstattung
Die Buntglasfenster sind Werke der Künstlerin Maria Katzgrau aus dem Jahr 1948.

## Pfarrer
Folgende Priester wirkten bislang als Pfarrvikare an Herz Jesu
| von – bis | Name                   |
| --------- | ---------------------- |
| 1911–1915 | Wilhelm Dickmeis       |
| 1915–1919 | Friedrich Zapp         |
| 1929–1952 | Josef Rademachers      |
| 1953–1961 | Alban Philipp          |
| 1961–1978 | Johannes Steinhauer    |
| 1978–1979 | Johannes Winkler       |
| 1979–1989 | Johannes Franßen       |
| 1989–2006 | Wolfgang Kretz         |
| Seit 2006 | Heinz-Wilhelm Vollberg |